# Johann Angeli
Johann Angeli, auch Hans Angeli (* 3. September 1859 in St. Jakob bei Bozen, Südtirol; † 1. Juni 1925 in Wien), war ein österreichischer Lokalpolitiker der Christlichsozialen Partei.
Er gehörte von 1906 bis 1925 dem Wiener Gemeinderat an. Angeli wurde auf dem Grinzinger Friedhof in Wien in einem ehrenhalber gewidmeten Grab der Stadt Wien beigesetzt.
Das Strandbad Mühlschüttel in Wien-Floridsdorf wurde 1929 in Erinnerung an Johann Angeli in Strandbad Angelibad umbenannt.